# Manuela Alphons
Manuela Alphons (Neunkirchen, 5. kolovoza 1946.) je austrijska kazališna i televizijska glumica.
Osnovnu školu završila je u rodnoj Austriji, da bi se potom iselila u Njemačku. Tamo je diplomirala na Bochumskoj glumačkoj školi i neko vrijeme radila je kao apsolvent na Kazalištu u Bochumu. Kao glumica je najprije bila angažirana u Njemačkom kazalištu u Göttingenu (1968. – 1972.), a potom je gostovala u brojnim kazalištima u Kölnu, Hamburgu,  Frankfurtu, Düsseldorfu, Wuppertalu, Oberhausenu i Bonnu. Također pojavila se u nekoliko filmova i televizijskih serija. 
Svoju slavu i prepoznatljivost stekla utjelovljujući lik Barbare von Sterneck u televizijskoj sapunici Zabranjena ljubav u kojoj je glumila pune četiri godine.
U Njemačkoj je 1979. i 1998. bila proglašena glumicom godine, a 1994. i 1998. i najboljom glumicom Sjeverne Rajne-Vestfalije.

## Televizijske uloge
- 1977.: film Rückfälle
- 1979.: film Idiot u pozadini (njem. Der Idiot im Hintergrund)
- 1986.: TV-serija Montažna obitelj (njem. Die Montagsfamilie)
- 1992.: film Gossenkind
- 1992.: film Sleeping dogs (njem. Schlafende Hunde)
- 1995. – 1999.: TV-serija Zabranjena ljubav (njem. Verbotene Liebe)
- 1996.: TV-serija Stražar (njem. Die Wache)
- 1998.: film U podrumu se fermentira (njem. Und im Keller gärt es)
- 1999: TV-serija Einsatz Hamburg Süd
- 2001.: TV-serija Wilsberg i ubojstvo bez tijela (njem. Wilsberg und der Mord ohne Leiche)
- 2002. – 2004.: film Cattolica
- 2003.: TV-serija U sjeni snage (njem. Im Schatten der Macht)
- 2006.: TV-serija Wilsberg
- 2013.: film Ljeto u Rimu

## Vanjske poveznice
- Manuela Alphons – službene stranice (njem.)
- IMDb: Manuela Alphons (engl.)
- Kazalište Bochum – Manuela Alphons  Arhivirana inačica izvorne stranice od 9. travnja 2015. (Wayback Machine) (njem.)